# Casa arhitectului Gheorghe Cupcea
Casa arhitectului Gheorghe Cupcea este un monument de istorie și arhitectură de însemnătate națională, introdus în Registrul monumentelor de istorie și cultură (nr. 68) a municipiului Chișinău și în Registrul monumentelor Republicii Moldova ocrotite de stat (nr. 38). Este amplasată în Centrul istoric, pe strada Alexei Mateevici, 62. A fost construită la începutul secolului al XX-lea, după proiectul proprietarului, arhitectul civil Gheorghe Cupcea, consilier titular.

## Descriere
Casa are un singur nivel. Fațada formează un unghi ascuțit cu strada Mitropolit Gavriil Bănulescu-Bodoni, astfel, între clădire și stradă s-a format un scuar triunghiular.
Planul casei este în formă de careu, formă la care s-a ajuns treptat, cu orientarea spre curtea interioară, aflată spre sud de clădire. Inițial avea patru odăi, grupate în aripa aliniată străzii, legate în anfiladă circulară. Bucătăria, spălătoria, baia erau inițial orientate spre curte. Fațada principală are o compoziție asimetrică, atât amplasării laterale a holului intrării, cât și formei poligonale a bovindoului salonului, în partea opusă. Compoziția este determinată de cinci axe, dintre care patru goluri de ferestre și unul de ușă, amplasat lateral spre dreapta. Holul comunică cu odăile și terasa formată în continuarea accesului. Paramentul este din zidărie aparentă, cu detalii eclectice. Intrarea are loc printr-un portic cu două coloane ale ordinului doric, care susțin un atic în trepte, forme arhitectonice folosite și la decorația plastică a bovindoului. Casa are un parapet din piatră, în componența căruia intră și aticul intrării. Curtea este împrejmuită cu un zid din piatră, cu poarta soluționată în același stil cu arhitectura casei.

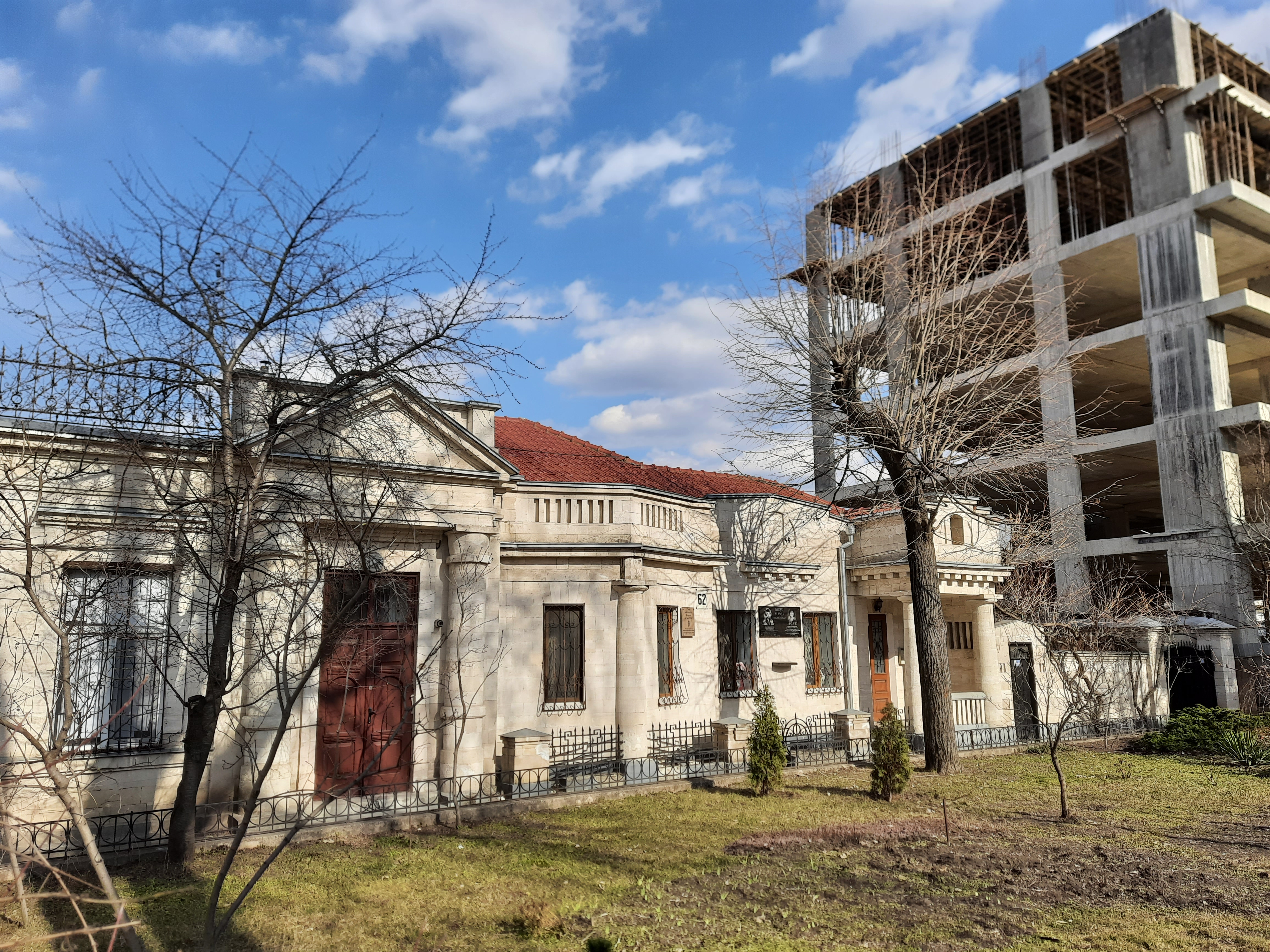
Vedere generală în direcția str. Bănulescu Bodoni
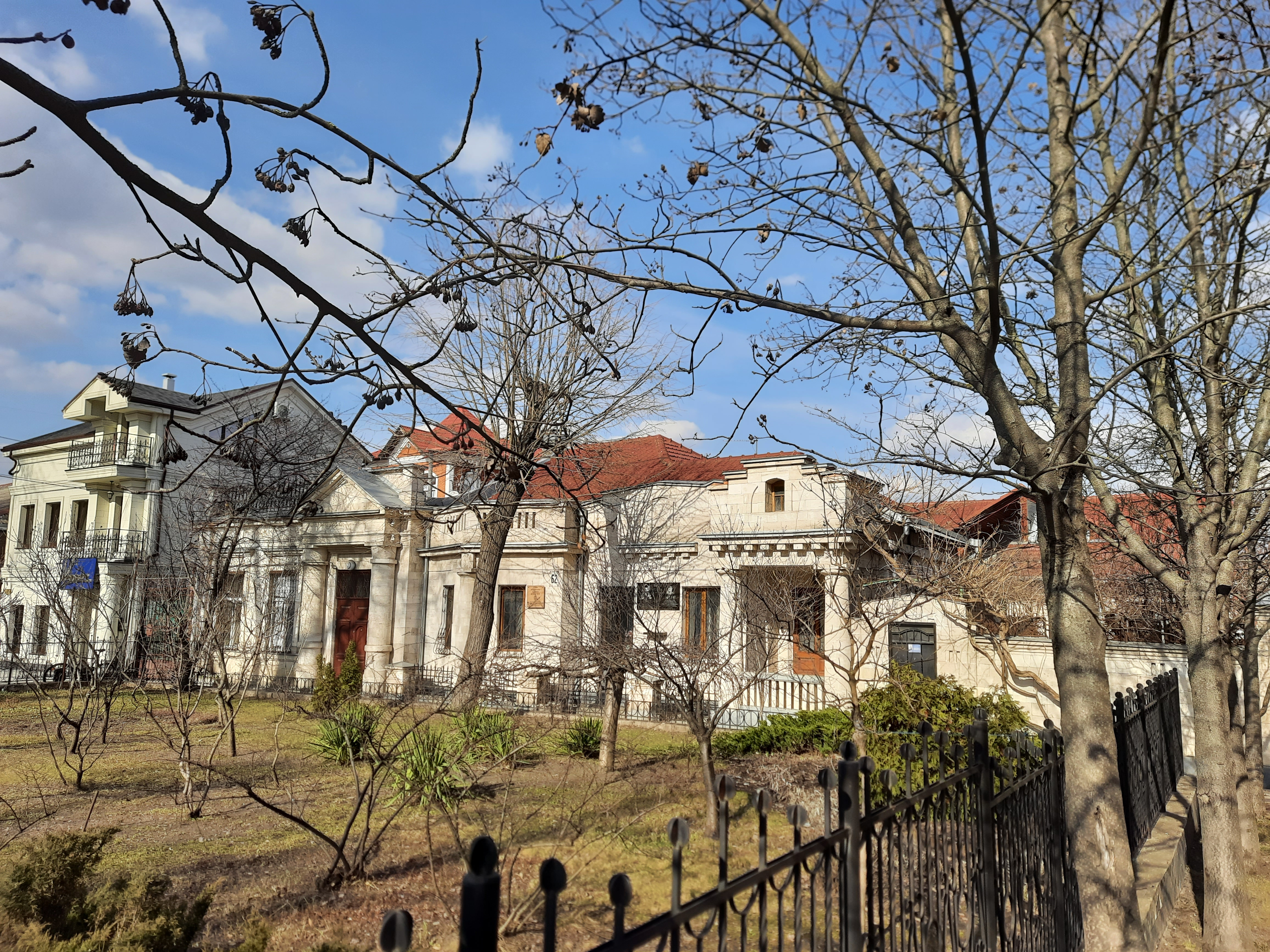
Vedere dinspre poartă
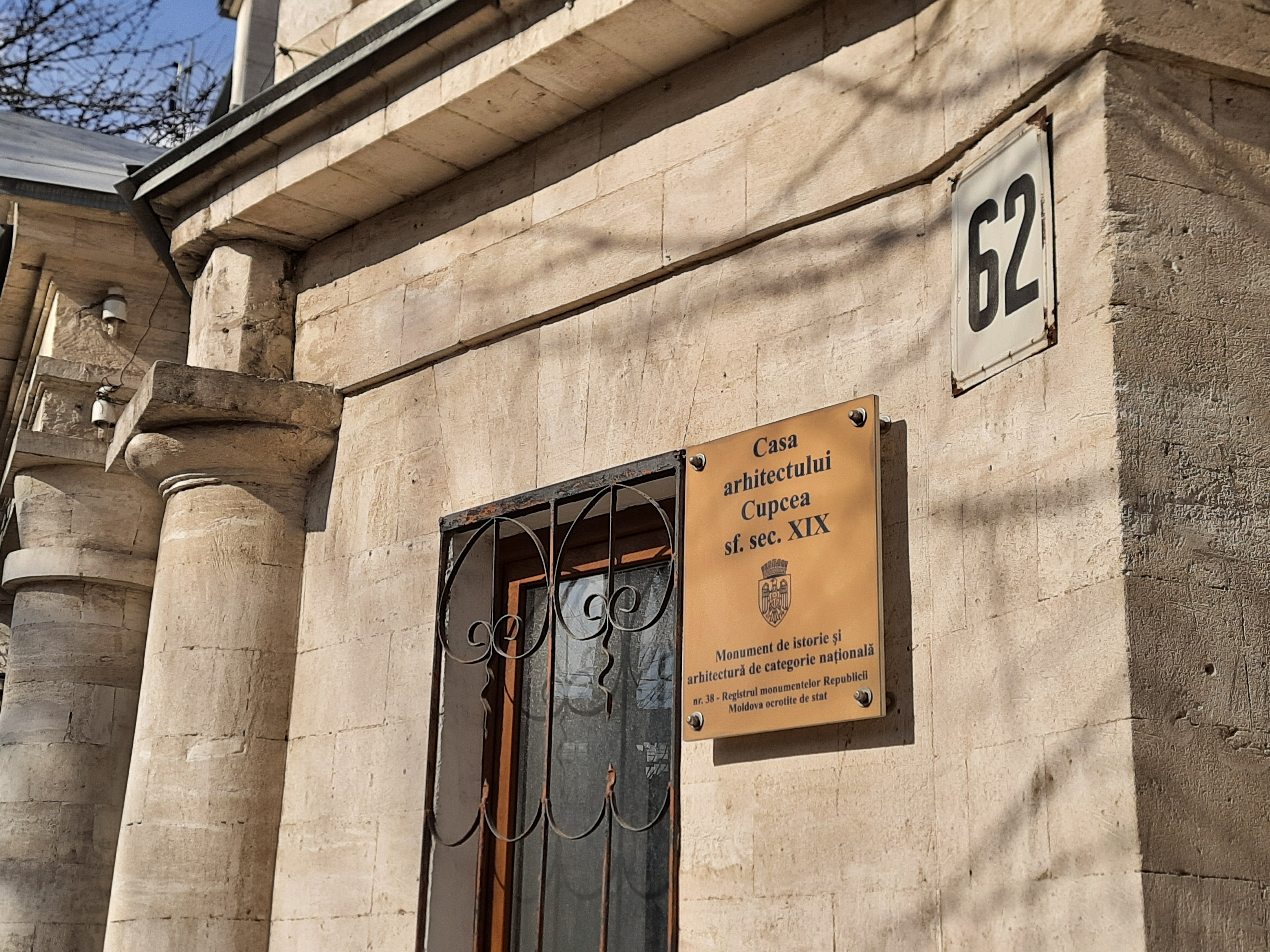
Placă care consemnează statutul de patrimoniu al clădirii

## Istoric

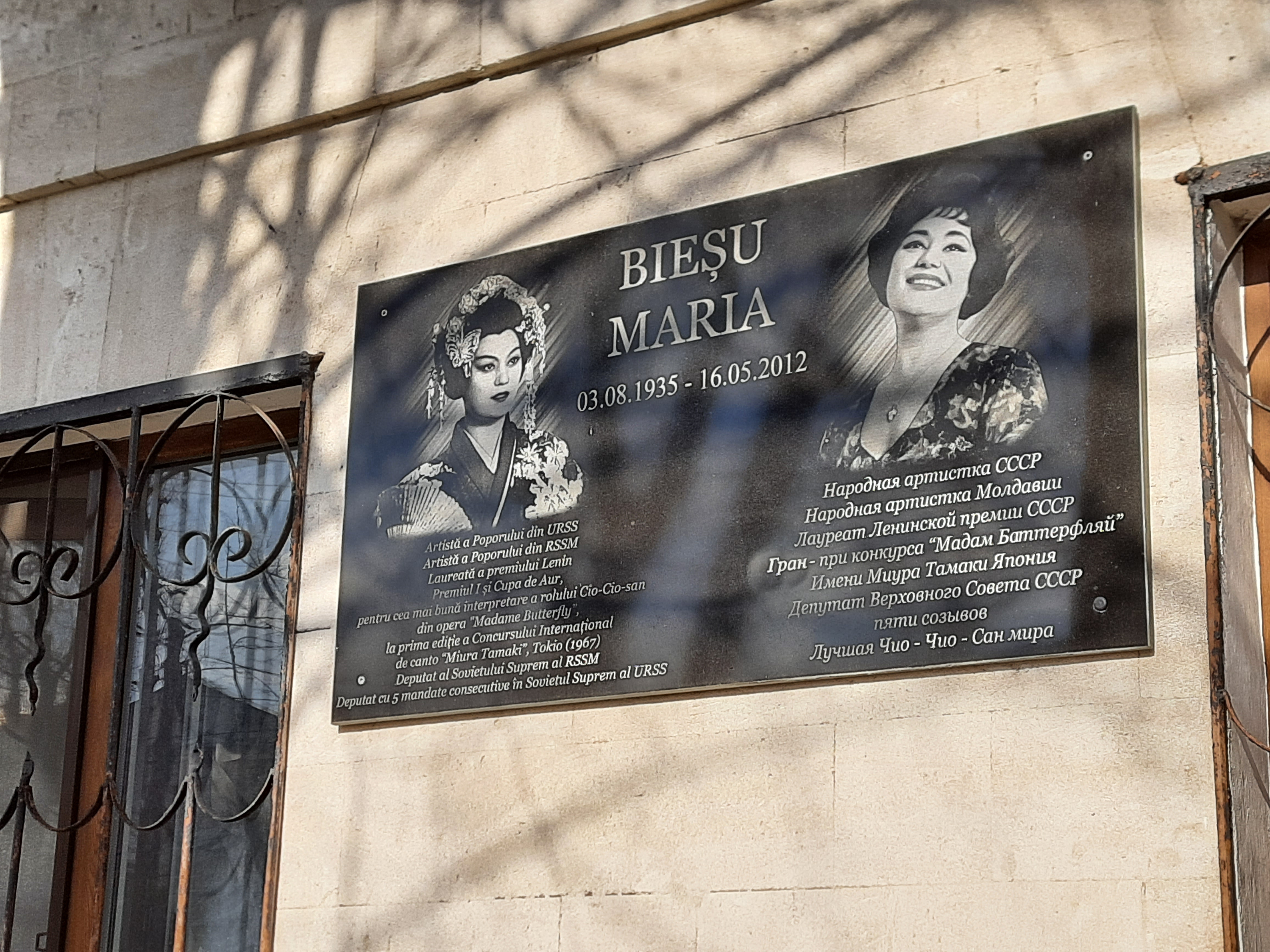
Placa comemorativă a Mariei Bieșu

În această casă a locuit primadona Maria Bieșu (1935-2012). În 2017, la cinci ani de la decesul sopranei, pe fațada clădirii a fost inaugurată o placă comemorativă.